# Стойчовці
Сто́йчовці (болг. Стойчовци) — село в Габровській області Болгарії. Входить до складу общини Габрово.

## Населення
За даними перепису населення 2011 року у селі проживали 30 осіб, з них 29 осіб (96,7%) — болгари.
Розподіл населення за віком у 2011 році:
Динаміка населення: